# August Hermann Francke

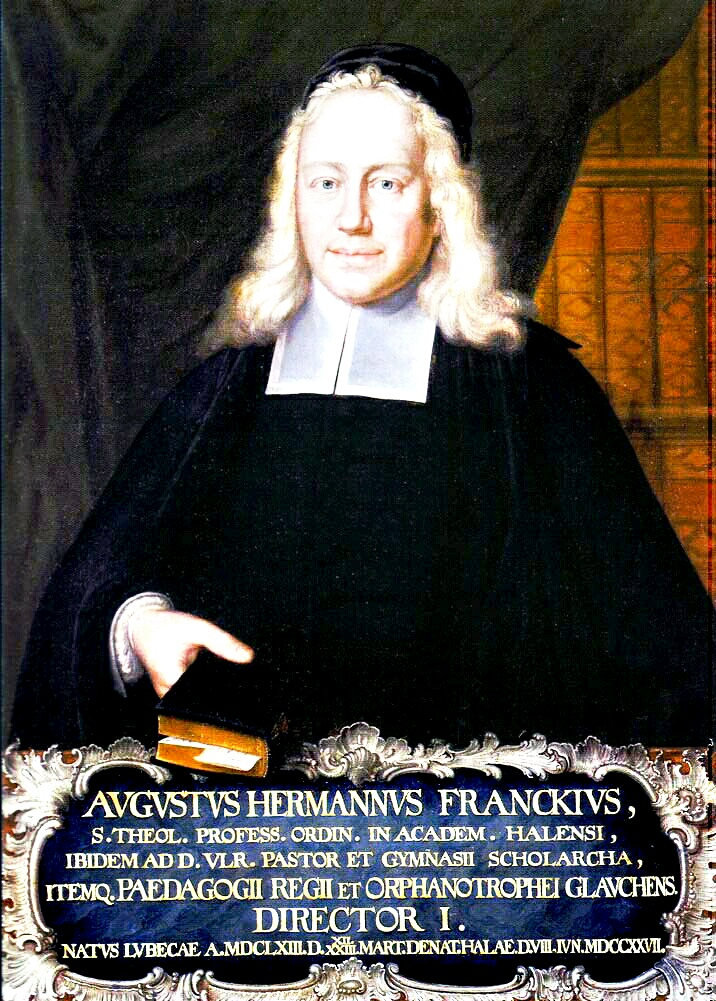
August Hermann Francke

August Hermann Francke (* 12. Märzjul. / 22. März 1663greg. in Lübeck; † 8. Juni 1727 in Halle an der Saale) war ein deutscher evangelischer Theologe, Pfarrer, Pädagoge und Kirchenlieddichter. Er war einer der Hauptvertreter des Halleschen Pietismus und gründete im Jahr 1698 die bis heute bestehenden Franckeschen Stiftungen.

## Leben

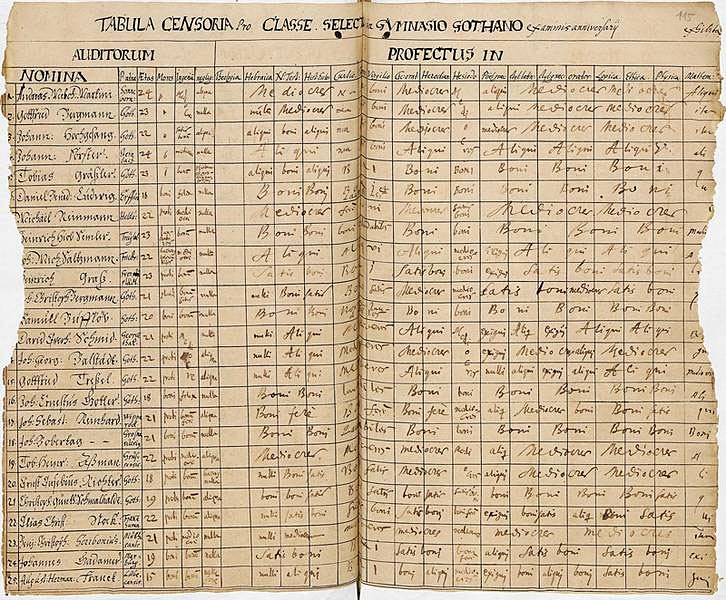
Zensuren der Selecta des Gymnasiums in Gotha 1677; August Hermann Francke steht als mit Abstand Jüngster ganz unten.

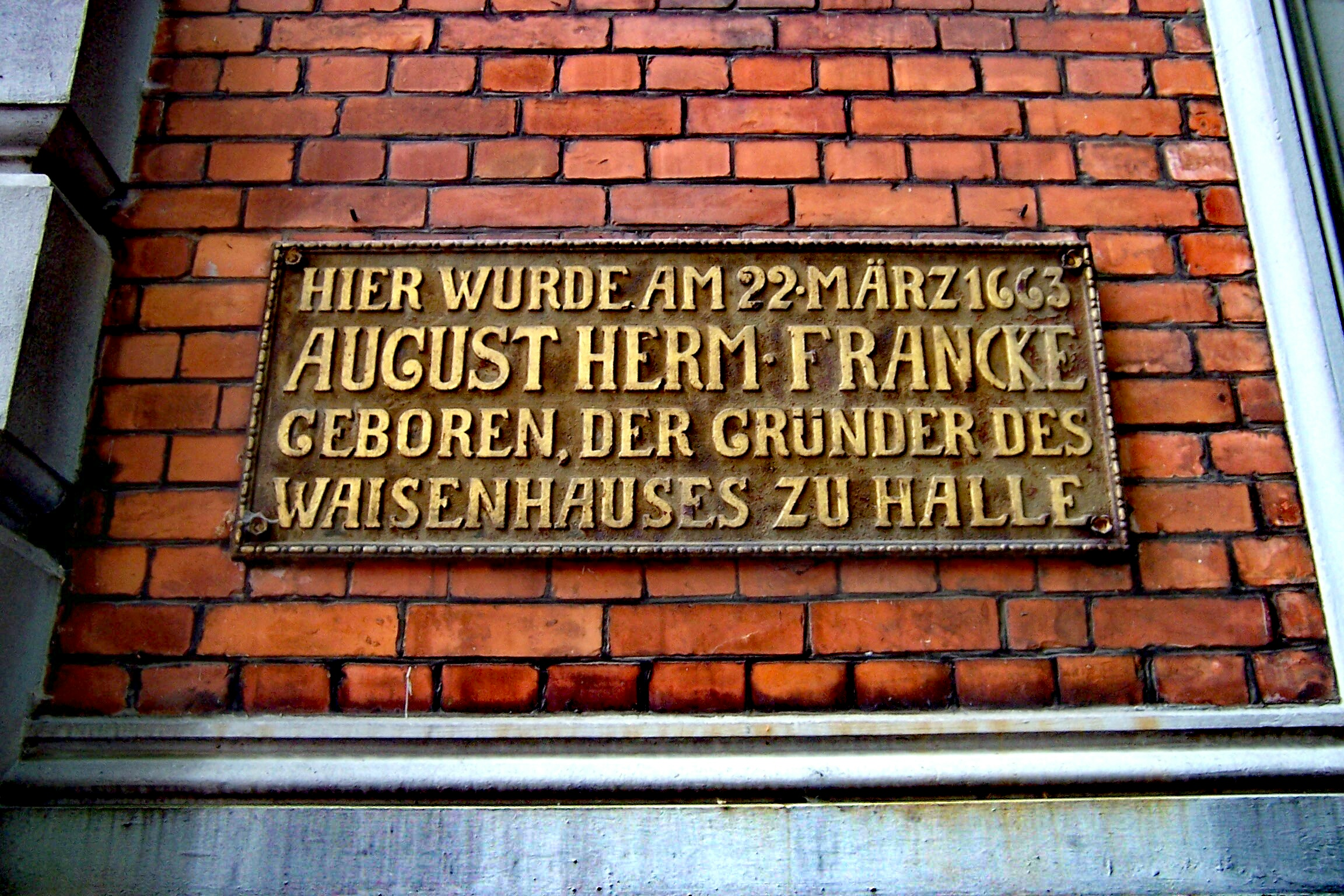
Gedenktafel am Logenhaus

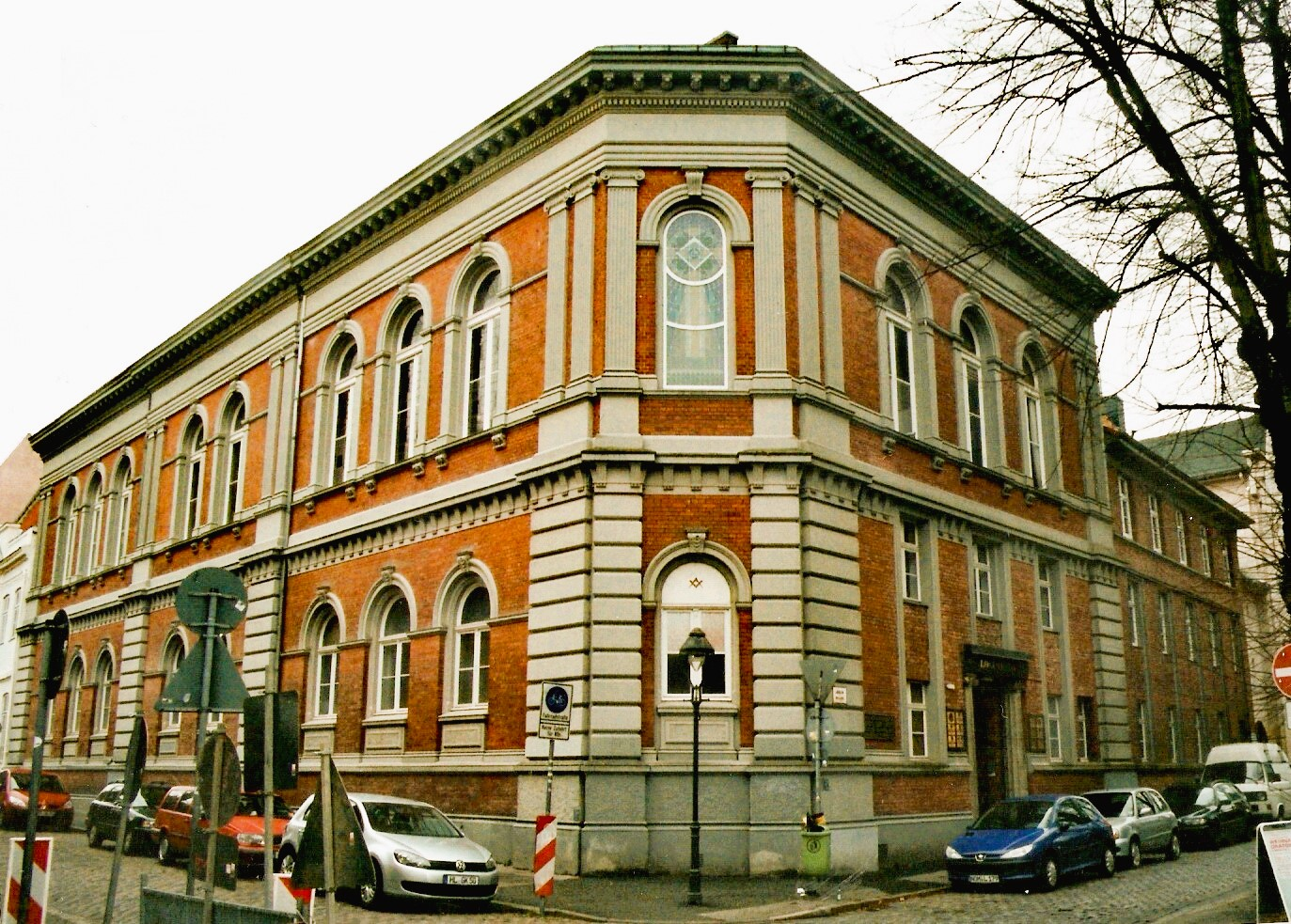
Logenhaus in Lübeck; an dieser Stelle stand Franckes Geburtshaus

Francke wurde als Sohn des Juristen und letzten Syndikus des Domkapitels am Ratzeburger Dom Johann Francke und dessen Frau Anna Gloxin (25. Juli 1635–1709), Tochter des Lübecker Bürgermeisters David Gloxin († 26. Februar 1671), auf dem umfangreichen Besitz seines Großvaters rund um dessen Palais Brömserhof geboren. Heute steht an der vermuteten Stelle das Logenhaus. Zu seinen Paten gehörte Sibylle Hedwig von Sachsen-Lauenburg, nach deren Vater Herzog August er den Namen August erhielt, sowie der Lübecker Bürgermeister Hermann von Dorne, der ihm den zweiten Vornamen gab. Er hatte acht Geschwister. 1666 wurde sein Vater Hof- und Justizrat des Herzogs Ernst des Frommen, und die Familie zog nach Gotha. Dort starb der Vater am 30. April 1670. August Hermann wurde durch Privatlehrer ausgebildet, besuchte 1676/77 für ein Jahr das Gymnasium Illustre und wurde dann zwei weitere Jahre privat auf ein Hochschulstudium vorbereitet.
Ostern 1679 begann er an der Universität Erfurt bei Conrad Rudolph Hertz ein philosophisches Grundstudium, machte sich mit der griechischen Sprache vertraut und legte die Anfangsgründe eines theologischen Studiums. Sein Onkel Anton Heinrich Gloxin verschaffte ihm das großzügige Schabbel-Stipendium, womit er im Herbst 1679 ein Studium an der Universität Kiel bei Christian Kortholt d. Ä. fortsetzen konnte. 1682 hielt er sich zwei Monate in Hamburg bei Esdras Edzardus auf und kehrte nach Gotha zurück. In Gotha betrieb er anderthalb Jahre ein Selbststudium, studierte ab Ostern 1684 an der Universität Leipzig und wurde Schüler von Adam Rechenberg, Johannes Olearius und Johannes Cyprian.
Nach kurzem Aufenthalt 1685 an der Universität Wittenberg erlangte er im selben Jahr in Leipzig mit einer Disputation über die hebräische Grammatik den akademischen Grad eines Magisters der Philosophie, habilitierte sich an der Leipziger Hochschule und hielt erste Predigten an der Leipziger Paulinerkirche. 1686 gründete er mit Paul Anton das Collegium philobiblicum, einen Verein von Magistern zur regelmäßigen Übung in der damals in hohem Grade auf den Universitäten vernachlässigten Exegese sowohl des Alten als auch des Neuen Testamentes. Dabei lernte er Philipp Jacob Spener kennen, der auf ihn maßgeblichen Einfluss ausübte.
1701 wurde er als auswärtiges Mitglied in die Königlich Preußische Sozietät der Wissenschaften aufgenommen.

### Bekehrung
1687 erlebte er seine mit Glaubenskrise und Neuanfang verbundene Bekehrung. Nachdem er als Wegbereiter des Pietismus zunächst in Leipzig, dann in Erfurt – jeweils von Unruhen und Ausweisungen begleitet – für Aufsehen gesorgt hatte, wurde er an der Theologischen Fakultät der Universität Halle Professor für Griechisch und Orientalische Sprachen, später (1698) für Theologie. Auch hier sorgte sein Auftreten für heftige Auseinandersetzungen mit der lutherischen Orthodoxie. 1692 bis 1715 war Francke Pfarrer der St.-Georgen-Kirche in Halles Vorstadt Glaucha. Kontakte zu maßgeblichen Persönlichkeiten (Carl Hildebrand von Canstein, dem Militär, bis hin zum preußischen Herrscherhaus) ermöglichten ihm schließlich 1715 eine Berufung in die Stadt, wo er 1715 bis 1727 Pfarrer der St.-Ulrich-Kirche war. Zeitgenossen rühmten Franckes Redekunst. Der wohlbegabte und geistreiche Herr Francke zu Halle hat durch seine holdseelige Deutlichkeit im Lehren und Predigen die Gemüther der Menschen an sich gezogen.

### Stiftungen

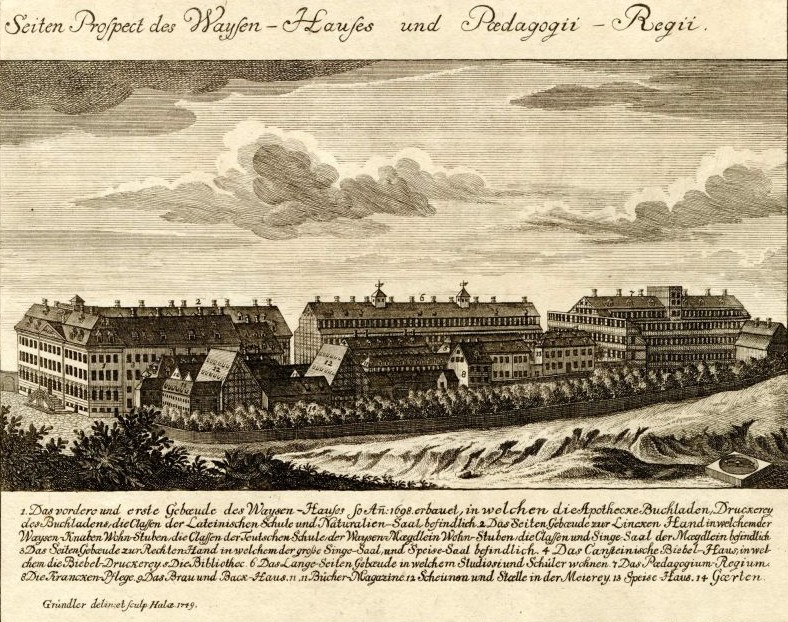
Franckesche Stiftungen in Halle, 1749

Die Begründung der Franckeschen Stiftungen in Halle stellt sein eigentliches Lebenswerk dar. 1695 begann Francke Kinder in seiner Gemeinde Glaucha zu unterrichten und zu versorgen. Am 18. September 1698 wurde der Grundstein für ein neues Waisenhaus gelegt und innerhalb von 30 Jahren entstanden Schul- und Wohngebäude, Werkstätten, Gärten, das Frauenzimmerstift und eine Apotheke. In insgesamt 50-jähriger Bautätigkeit wuchs eine Schulstadt heran, in der bis zu 2.500 Menschen lebten und an der Konzeption einer christlich inspirierten Gesellschaftsreform arbeiteten. Im Jahr 1708 projektierte Francke zudem einen notwendigen Krankenhausneubau. In seinen Instruktionen Regeln für die Pflege- oder Krancken-Mutter legte Francke seine Vorstellungen von den Aufgaben der Pflegekräfte dar, die im frühen 18. Jahrhundert richtungsweisend wurden. Für Francke war das Gleichnis von der Fußwaschung Jesu aus dem Johannesevangelium (Joh. 13) vorbildhafte und paradigmatische Grundlage für die Tätigkeit von Kranken- und Pflegediakonissen.
Im Februar und März 1718 war Francke in der Residenzstadt Ansbach, wo er predigte, Unterredungen am Hofe hatte und sich unter anderem mit der Oberhofmeisterin Freifrau Maria Barbara von Neuhaus, der Stifterin des Witwenhauses Oettingen (1712. 1727 folgte die Stiftung eines weiteren in Ansbach), sowie der Hofdame von Kniestädt und der schlesischen evangelischen Exulantin Anna Magdalena von Reibnitz, geb. von Pusch (* 1664; † nach 1742), traf.
Francke, von dessen Schulen aus viele Schullehrerstellen und Pfarrämter mit seinen Schülern besetzt wurden und der daher auch „Seelsorger Deutschlands“ genannt wurde, war zunächst auf direkte Spenden für sein Unternehmen angewiesen, vermochte aber durch schriftstellerische Tätigkeit, anstaltseigene Betriebe, fiskalische Privilegien etc. die Einkünfte zu steigern. In seinem halleschen Unternehmen sah Francke einen Anfang für eine weltweite „Generalreformation“, die er insbesondere durch die Dänisch-Hallesche Mission und die Cansteinsche Bibelanstalt zu fördern suchte. Am Portal des Haupthauses seiner Stiftungen ließ er Jes 40,31  aufmeißeln: „Die auf den Herrn harren kriegen neue Kraft, daß sie auffahren mit Flügeln wie Adler“. Darüber findet sich eine Abbildung von zwei zur Sonne auffliegenden Adlern, die zum bildlichen Symbol der Franckeschen Stiftungen wurden.

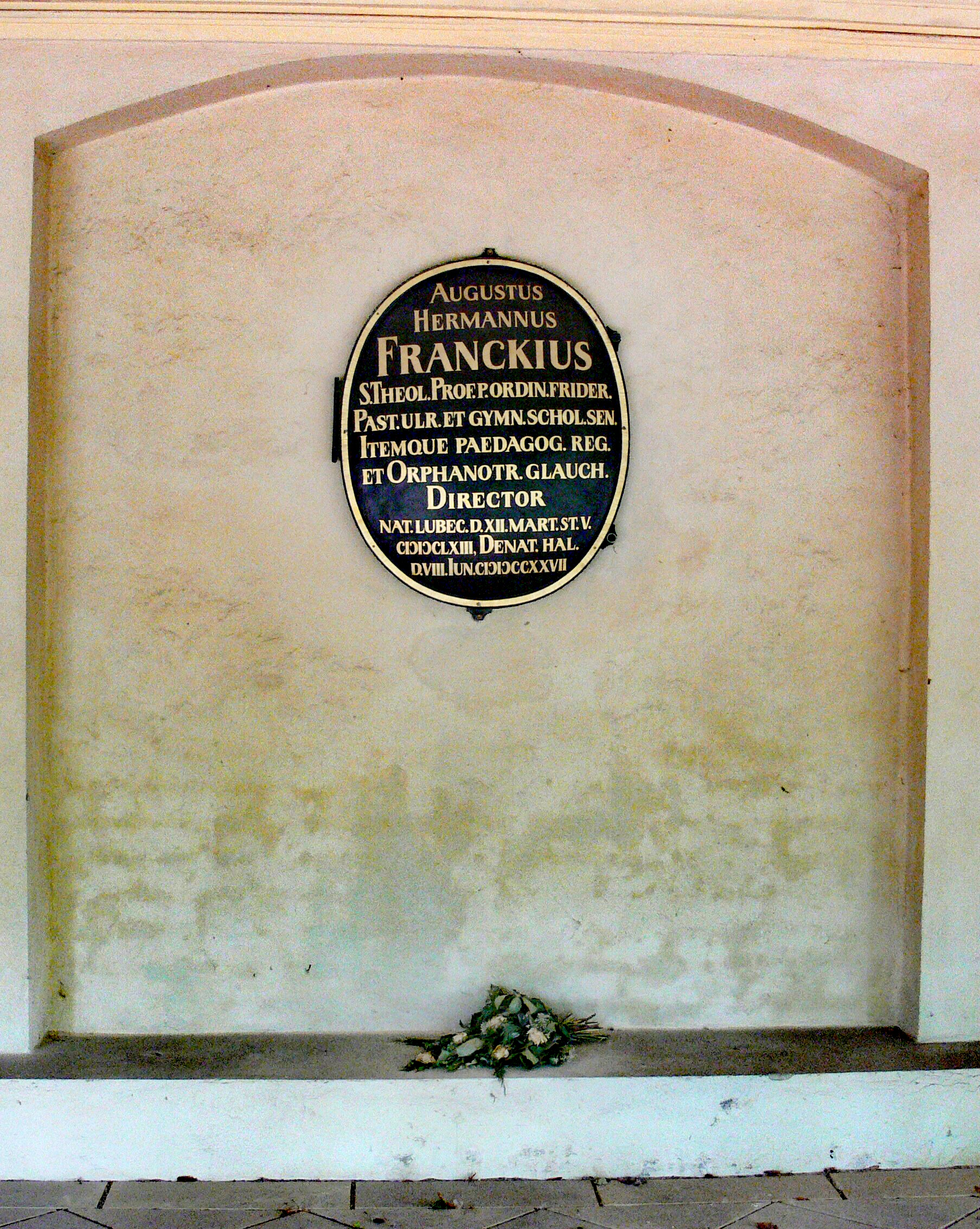
Grab in Halle

August Hermann Francke starb am 8. Juni 1727 im Alter von 64 Jahren in Halle. Sein Grab und das seiner Familie befinden sich auf dem Stadtgottesacker in Halle.

## Nachwirkung

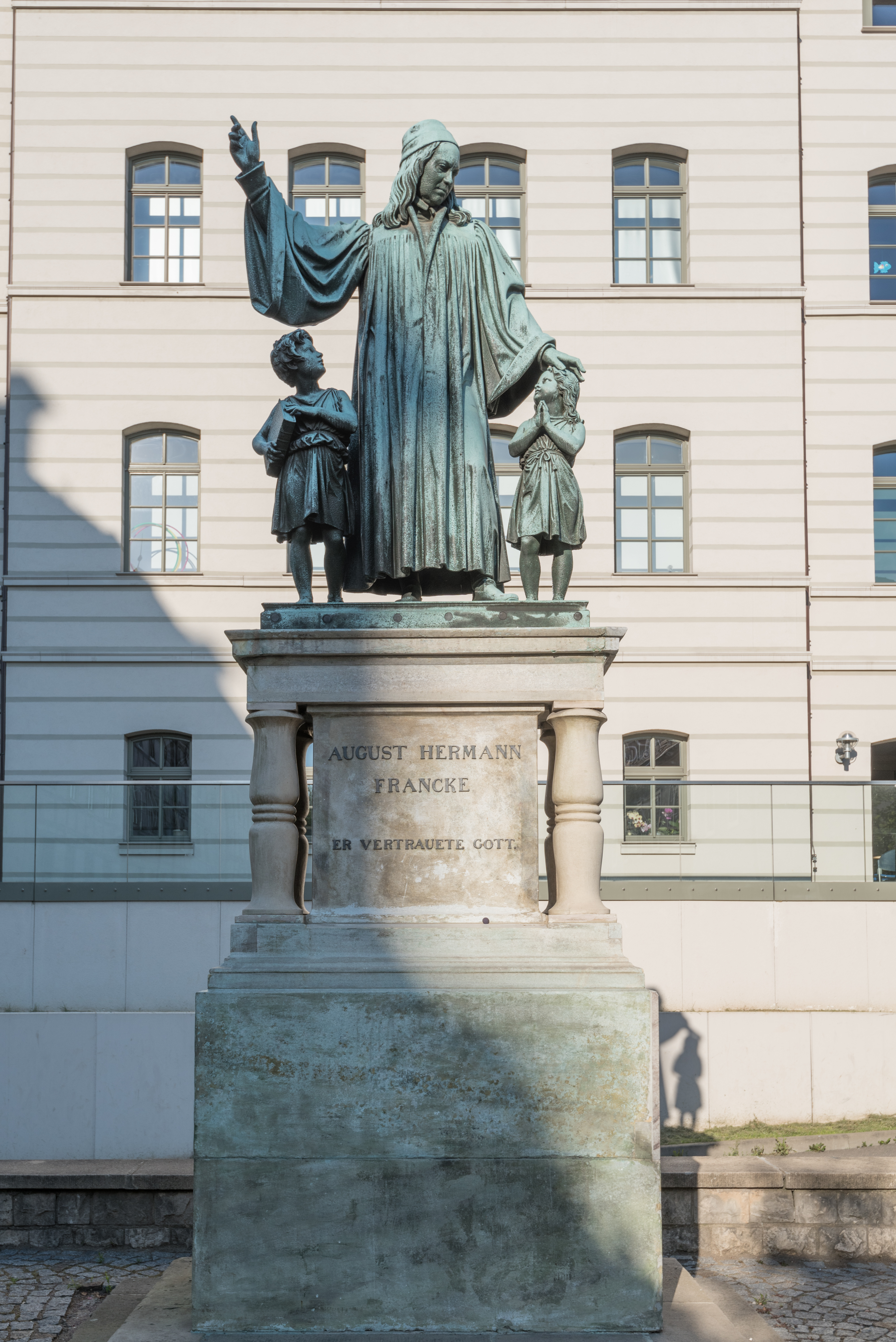
Franckedenkmal in Halle

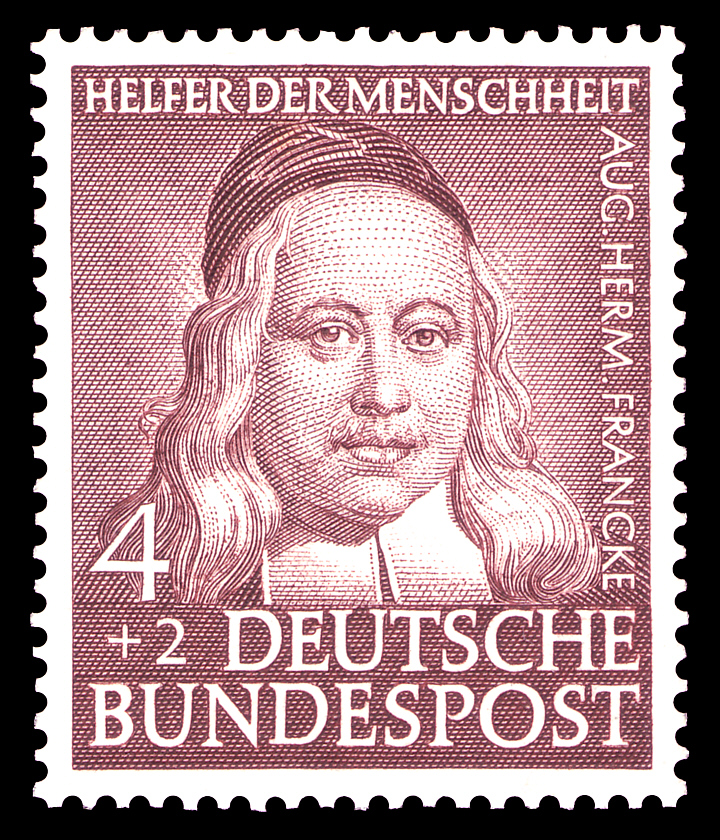
4+2 Pf-Zuschlagsmarke der Bundespost (1953) aus der Serie Helfer der Menschheit

Der Francke-Schüler Johann Julius Hecker gründete 1747 in Berlin die erste praxisorientierte Realschule, war 1748 Begründer des ersten preußischen Lehrerseminars und bereitete das Generallandschulreglement vom 12. August 1763 maßgeblich vor. Das Reglement bildete die Grundlage für die Entwicklung des preußischen Volksschulwesens.
Nach August Hermann Francke wurde die 1746 eingeweihte Augustus Lutheran Church in Trappe, Pennsylvania benannt.
August Hermann Niemeyer wird bis heute als zweiter Gründer der Franckeschen Stiftungen genannt.
Am 5. Dezember 1829 wurde in Halle das Franckedenkmal des Bildhauers Christian Daniel Rauch enthüllt.
Der Verlag der Francke-Buchhandlung in Marburg nennt August Hermann Francke als seinen Namensgeber.
Viele evangelische Schulen in Mittel- und Norddeutschland tragen seinen Namen: der Christliche Schulverein Lippe e. V. hat seine acht Schulen verschiedener Schulformen in Detmold, Lage und Lemgo nach ihm benannt, ebenso die sechs Schulen und drei Kitas des Hamburger Trägers „Freie Christliche Bekenntnisschule Hamburg e. V.“, die christlichen Schulverbünde in Gießen und Buchholz/Nordheide und die evangelische Grundschule in Leipzig.
Die Stadt Gotha benannte die Franckestraße im Osten der Stadt nach dem Pädagogen.

## Privatbibliothek
August Hermann Francke war nicht nur Benutzer der „Bibliothek des Waisenhauses“, die den Hauptteil der heutigen Bibliothek der Franckeschen Stiftungen ausmacht, sondern besaß selbst eine umfangreiche Privatbibliothek, über die erst seit 2001 Näheres bekannt geworden ist. Ein großer Teil von ihr ging als Erbe an Franckes Sohn Gotthilf August Francke und wurde zusammen mit dessen Privatbibliothek 1770 in Halle an der Saale versteigert.

## Familie

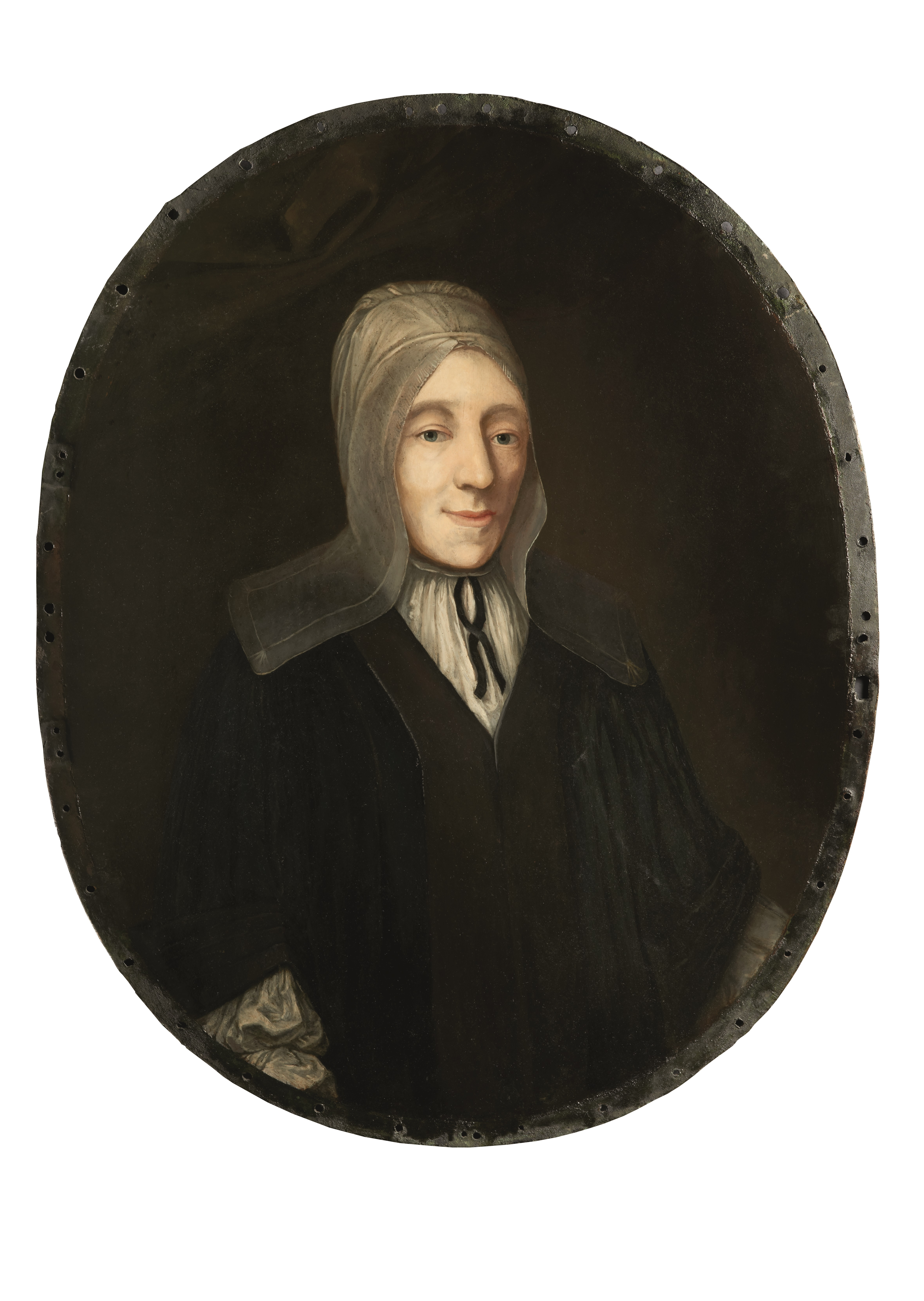
Anna Magdalena Francke, geb. von Wurmb (1670–1734)

Francke heiratete am 4. Juni 1694 in Rammelburg Anna Magdalena von Wurmb (1670–1734), die Tochter des Erbherrn auf Hopperode Otto Heinrich von Wurmb (1631–1676) und dessen Frau Sidonia, geb. von Bila († 1693). Ihre Brüder sträubten sich gegen die Verbindung, da Francke nicht dem Stand ihrer Schwester entsprach. Anna Magdalena unterstützte und verteidigte ihren Mann bei seinem religiösen Wirken. Sie pflegte ihn aufopferungsvoll in seinen letzten Krankheitsjahren. Aus der 33-jährigen Ehe gingen eine Tochter und zwei Söhne hervor:
- August Gottlieb Francke (*/† 1695)
- Gotthilf August Francke (1696–1769), Theologe, ⚭ 1722 mit Johanna Henriette Rachals, Tochter des sächsischen Kammerherrn Johann Georg Rachals und Henriette Rosine Rachals, geb. Bose (12.07.1680–30.06.1749 in Halle (Saale)), nach Rachals Tod in zweiter Ehe mit dem Leipziger Stadtrichter, Ratsherr und Bibliothekar Gottfried Christian Goetze[11][12]
- Johanna Sophia Anastasia Francke (1697–1771), verheiratet mit Johann Anastasius Freylinghausen

## Gedenktag
8. Juni im Evangelischen Namenkalender.